# Premio Hammett
El Premio Hammett es un galardón auspiciado por la Asociación Internacional de Escritores Policíacos en 1987 en honor al escritor estadounidense Dashiell Hammett para distinguir a la mejor novela policiaca escrita en español. El galardón no posee recompensa monetaria.
Se entrega anualmente desde 1988 durante la Semana Negra de Gijón (Gijón, Asturias) junto con otros premios literarios, como el Celsius (fantasía, ciencia ficción o terror), el Espartaco (novela histórica), el Memorial Silverio Cañada (ópera prima policíaca), el Rodolfo Walsh (libro de no ficción sobre tema criminal) y el del concurso de relatos.
En la primera edición del Premio Hammet el jurado, reunido durante la Semana Negra de Gijón, otorgó el premio al organizador y director de la misma, Paco Ignacio Taibo II, premiándole dos veces más en los seis años siguientes. El escritor Andreu Martín también lo ha obtenido en tres ocasiones; y dos veces lo han ganado Rolo Díez, Juan Hernández Luna, Leonardo Padura y Guillermo Saccomano.

## Ganadores
| Año  | Ganador                                       | País                | Novela                     | Publicación                         |
| ---- | --------------------------------------------- | ------------------- | -------------------------- | ----------------------------------- |
| 1988 | Paco Ignacio Taibo II (1)                     | España · México     | La vida misma              | Planeta, 1998 9684068018            |
| 1989 | Andreu Martín (1)                             | España              | Barcelona Connection       | Ediciones B, 1998 8477356947        |
| 1990 | Sergio Ramírez                                | Nicaragua           | Castigo divino             | Mondadori, 1988 8439712413          |
| 1991 | Paco Ignacio Taibo II (2)                     | España · México     | Cuatro manos               | Planeta, 1997 9684065736            |
| 1992 | Daniel Chavarría                              | Uruguay · Cuba      | Allá ellos                 | Mondadori, 2001 8439707312          |
| 1993 | Andreu Martín (2)                             | España              | El hombre de la navaja     | Plaza & Janés, 1992 8401324777      |
| 1994 | Paco Ignacio Taibo II (3)                     | España · México     | La bicicleta de Leonardo   | Thassàlia, 1996 8482370383          |
| 1995 | Rolo Díez (1)                                 | Argentina · México  | Luna de escarlata          | Sirpus, 2007 9788496483491          |
| 1996 | Juan Damonte                                  | Argentina           | Chau papá                  | Virus, 1997 8488455402              |
| 1997 | Javier Azpeitia                               | España              | Hipnos                     | Suma de letras, 2002 8466307117     |
| 1997 | Juan Hernández Luna                           | México              | Tabaco para el puma        | Roca, 1996 9789682110993            |
| 1998 | Leonardo Padura (1)                           | Cuba                | Paisaje de otoño           | Tusquets, 1998 8483100703           |
| 1999 | Justo Vasco                                   | Cuba                | Mirando espero             | CIMS 97, 1998 848411001X            |
| 2000 | Jorge Franco Ramos                            | Colombia            | Rosario Tijeras            | Mondadori, 2007 9788439705406       |
| 2001 | Andreu Martín (3)                             | España              | Bellísimas personas        | Algaida, 2000 8476479662            |
| 2002 | José Carlos Somoza                            | España              | Clara y la penumbra        | Planeta, 2001 8408041266            |
| 2003 | Francisco González Ledesma                    | España              | El pecado o algo parecido  | Planeta, 2002 8408045539 8408045539 |
| 2003 | José Latour                                   | Cuba                | Mundos sucios              | Planeta, 2002 8408043528            |
| 2004 | Rolo Díez (2)                                 | Argentina · México  | Papel picado               | Urano, 2003 8495618648              |
| 2005 | Raúl Argemí                                   | Argentina           | Penúltimo nombre de guerra | Algaida, 2004 8484338215            |
| 2005 | Rafael Ramírez Heredia                        | México              | La Mara                    | Alfaguara, 2004 8420401773          |
| 2006 | Leonardo Padura (2)                           | Cuba                | La neblina del ayer        | Tusquets, 2005 9788483103098        |
| 2007 | Juan Hernández Luna (2)                       | México              | Cadáver de ciudad          | Ediciones B, 2008 9788498720136     |
| 2008 | Juan Ramón Biedma                             | España              | El imán y la brújula       | Ediciones B, 2007 9788466632072     |
| 2008 | Leonardo Oyola                                | Argentina           | Chamamé                    | Salto de Página, 2007 9788493563530 |
| 2009 | David Torres                                  | España              | Niños de tiza              | Algaida, 2008 9788498771213         |
| 2009 | Guillermo Saccomanno (1)                      | Argentina           | 77                         | Planeta, 2008 9789504918479         |
| 2010 | Guillermo Orsi                                | Argentina           | Ciudad Santa               | Almuzara, 2009 9788492573349        |
| 2011 | Ricardo Piglia                                | Argentina           | Blanco nocturno            | Anagrama, 2010 9788433972156        |
| 2012 | Cristina Fallarás                             | España              | Las niñas perdidas         | Roca, 2011 9788467262377            |
| 2013 | Guillermo Saccomanno (2)                      | Argentina           | Cámara Gesell              | seix Barral, 2013 9788432220258     |
| 2014 | Alexis Ravelo                                 | España              | La estrategia del pequinés | Alrevès, 2013 9788415098812         |
| 2014 | Mención especial: Rosa Ribas y Sabine Hofmann | España y · Alemania | Don de lenguas             | Siruela, 2013 9788415803065         |
| 2015 | Carlos Zanón                                  | España              | Yo fui Johnny Thunders     | RBA, 2014 9788490560082             |
| 2016 | Marcelo Luján                                 | Argentina           | Subsuelo                   | Salto de Página, 2015 9788416148165 |
| 2017 | David Llorente                                | España              | Madrid: frontera           | Alrevès, 2016 9788416328369         |
| 2018 | Juan Bas                                      | España              | El refugio de los canallas | Alrevès, 2017 9788417077112         |
| 2019 | Carlos Bassas                                 | España              | Justo                      | Alrevès, 2018 9788417077235         |
| 2019 | Juan Sasturain                                | Argentina           | El último Hammett          | Navona, 2020 9788417978365          |
| 2020 | Berna González Harbour                        | España              | El sueño de la razón       | Destino, 2019 9788423355310         |
| 2021 | Claudia Piñeiro                               | Argentina           | Catedrales                 | Alfaguara, 2021 9788420455594       |
| 2022 | Carlos Bardem                                 | España              | El asesino inconformista   | Plaza & Janés, 2021 8477356947      |
| 2022 | Nicolás Ferraro                               | Argentina           | Ámbar                      | Revolver, 2021 978-9874828408       |
| 2023 | Imanol Caneyada                               | España México       | Litio                      | Planeta, 2022 978-6070790331        |
| 2024 | Empar Fernández Gómez                         | España              | El miedo en el cuerpo      | Alrevès, 2023 978-8419615367        |